# Georgi Markov
Georgi Ivanov Markov (bolgarski: Георги Иванов Марков), bolgarski pisatelj, scenarist in dramatik, * 1. marec 1929, Sofija, Ljudska republika Bolgarija, † 11. september 1978, London.
Sprva je deloval kot romanopisec, scenarist in dramatik v svoji domovini, vse do svoje dezertacije leta 1969. Po emigraciji v London je delal kot radijski voditelj in novinar za BBC World Service, Radio Free Europe in zahodnonemški Deutsche Welle. Markov je te platforme izkoristil za izvajanje kampanje sarkastične kritike proti obstoječemu bolgarsko-sovjetskemu režimu.
Markova so umorili na londonski ulici s pomočjo mikroinženirske kroglice, ki je morda vsebovala ricin. Takratni časopisni članki so poročali, da je bil zaboden v nogo z dežnikom, ki je dostavil strupeno kroglico, in da je dejanje izvedla oseba, povezana z bolgarsko tajno službo. Annabel Markov se je v oddaji Panorama britanske BBC, aprila 1979, spomnila moževega mnenja o dežniku: »Začutil je zbodljaj v stegno. Ozrl se je in za njim je stal moški, ki se je opravičil in spustil dežnik. Ko mi je pripovedoval zgodbo, sem dobila vtis, da zbodljaja ni bil povzročil dežnik, ampak da je moški dežnik spustil zato, da bi si zakril obraz.« Po razpadu Sovjetske zveze je bilo poročano, da je sovjetski KGB pomagal bolgarski tajni službi.

## Življenje v Bolgariji
Georgi Markov se je rodil 1. marca 1929 v Knjaževu, okrožju Sofije. Študiral je industrijsko kemijo ter sprva delal kot kemijski inženir in učitelj, nato pa se je zaradi bolezni tuberkuloze posvetil pisanju.
Literarno je zaslovel z romani, kot so Noč cezija (1957), Zmagovalci Ajaxa (1959) in Moški (1962), ki mu je prinesel nagrado Zveze bolgarskih pisateljev in omogočil poklicno kariero. Objavil je tudi cenjene zbirke kratkih zgodb, kot sta Portret mojega dvojnika (1966) in Ženske Varšave (1968). Delal je pri založbi Narodna mladina in bil soavtor priljubljene televizijske serije Vsak kilometer (На всеки километър).
Čeprav so bili nekatera njegova dela prepovedana, je Georgi Markov postal uspešen pisatelj. Bil je med pisatelji in pesniki, ki jih je Todor Živkov poskušal pritegniti in prisiliti, da bi s svojimi deli podprli režim. V tem obdobju je Markov živel boemsko življenje, ki je bilo večini Bolgarov tuje.

## Pisatelj in disident
Leta 1969 je Markov odšel v Bologno, Italija, kjer je živel njegov brat. Sprva je nameraval počakati dokler se njegov status pri bolgarskih oblastih ne izboljša, vendar je kasneje spremenil mnenje in se odločil ostati na Zahodu, še posebej po septembru 1971, ko mu je bolgarska vlada zavrnila podaljšanje potnega lista. Preselil se je v London, se naučil angleščine in začel delati za bolgarski oddelek BBC World Service (1972). Poskušal je delati v filmski industriji in upal na pomoč Petra Uvalieva, vendar brez uspeha. Kasneje je delal tudi za Deutsche Welle in Radio Free Europe. Leta 1972 so mu začasno odvzeli članstvo v Zvezi bolgarskih pisateljev, obsojen pa je bil v odsotnosti na šest let in šest mesecev zapora zaradi dezertacije.
Njegova dela so bila umaknjena iz knjižnic, njegovo ime pa ni bilo omenjeno v uradnih bolgarskih medijih vse do leta 1989. Bolgarska tajna služba je odprla dosje z njegovim kodnim imenom "Popotnik." Leta 1974 je bila v Londonu uprizorjena njegova drama Počasi pod mavrico, v Edinburgu pa je njegova drama Nadangel Mihael, napisana v angleščini, osvojila prvo nagrado. Roman Right Honourable Chimpanzee, ki je bil napisan v sodelovanju z Davidom Phillipsem, je bil objavljen po njegovi smrti. Leta 1975 se je Markov poročil z Annabel Dilke, par pa je imel hčerko Alexandro-Raino, ki se je rodila leto kasneje.
Med leti 1975 in 1978 je Markov delal na svojih Poročilih v odsotnosti, analizi življenja v komunistični Bolgariji, ki so bila predvajana tedensko na Radio Free Europe. Njegova kritika komunistične vlade in Todorja Živkova je Markova še bolj postavila v vlogo sovražnika režima.
Danes mi, Bolgari, predstavljamo dober primer tega, kaj pomeni obstajati pod pokrovom, katerega ne moremo dvigniti in v katerega ne verjamemo več, da ga lahko dvigne nekdo drug... In neskončen slogan, ki ga milijoni zvočnikov ponavljajo, je, da se vsak bori za srečo drugih. Vsaka beseda, izrečena pod pokrovom, nenehno spreminja svoj pomen. Laži in resnice izmenjujejo svoje vrednosti s frekvenco izmeničnega toka... Videli smo, kako osebnost izgine, kako se uničuje individualnost, kako se duhovno življenje celega naroda pokvari, da bi jih spremenili v brezvoljno čredo ovac. Videli smo toliko demonstracij, ki ponižujejo človeško dostojanstvo, kjer se od normalnih ljudi pričakuje, da ploskajo neki drobni povprečneži, ki se je sam razglasil za polbogarja in z alohtno potezo pomaha z njim s višav svoje policijske nedotakljivosti ...
— Georgi Markov opisuje življenje pod avtoritarnim režimom v Resnici, ki je ubila
Leta 1978 je bil Markov ubit v Londonu, domnevno s strani operativca, povezanega z KGB in bolgarsko tajno policijo pod Živkovom. Njegova Poročila v odsotnosti so bila objavljena v Bolgariji leta 1990, po koncu komunistične vlade.
Leta 2000 je bil Markov posthumno odlikovan z Redom Stare Planine, najvišjim bolgarskim odlikovanjem, za njegov "pomemben prispevek k bolgarski literaturi, drami in publicistiki ter za njegov izjemen državljanski položaj in soočenje s komunističnim režimom."